# Haus Rampische Straße 19

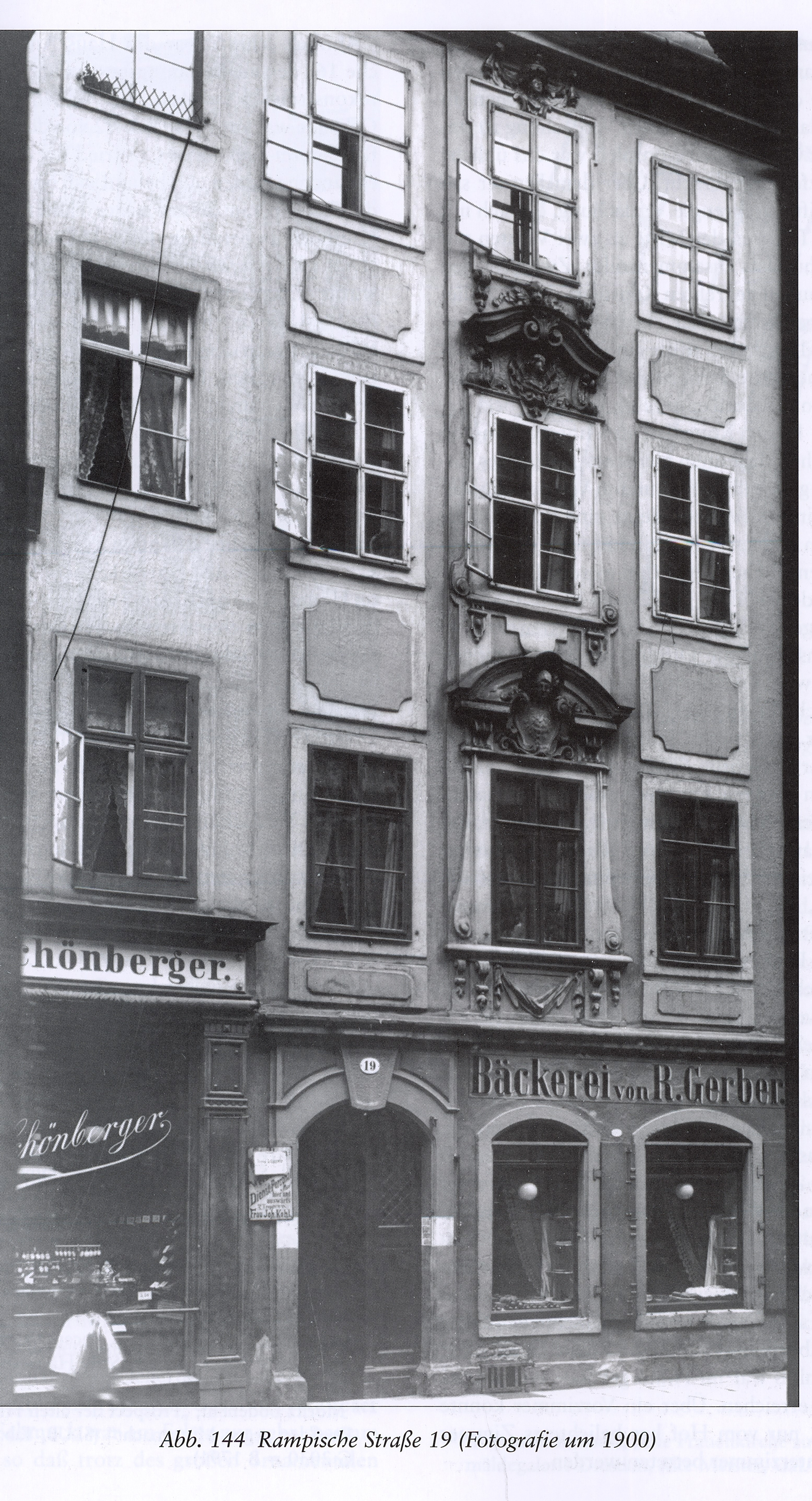
Rampische Straße Nr. 19 (um 1900)

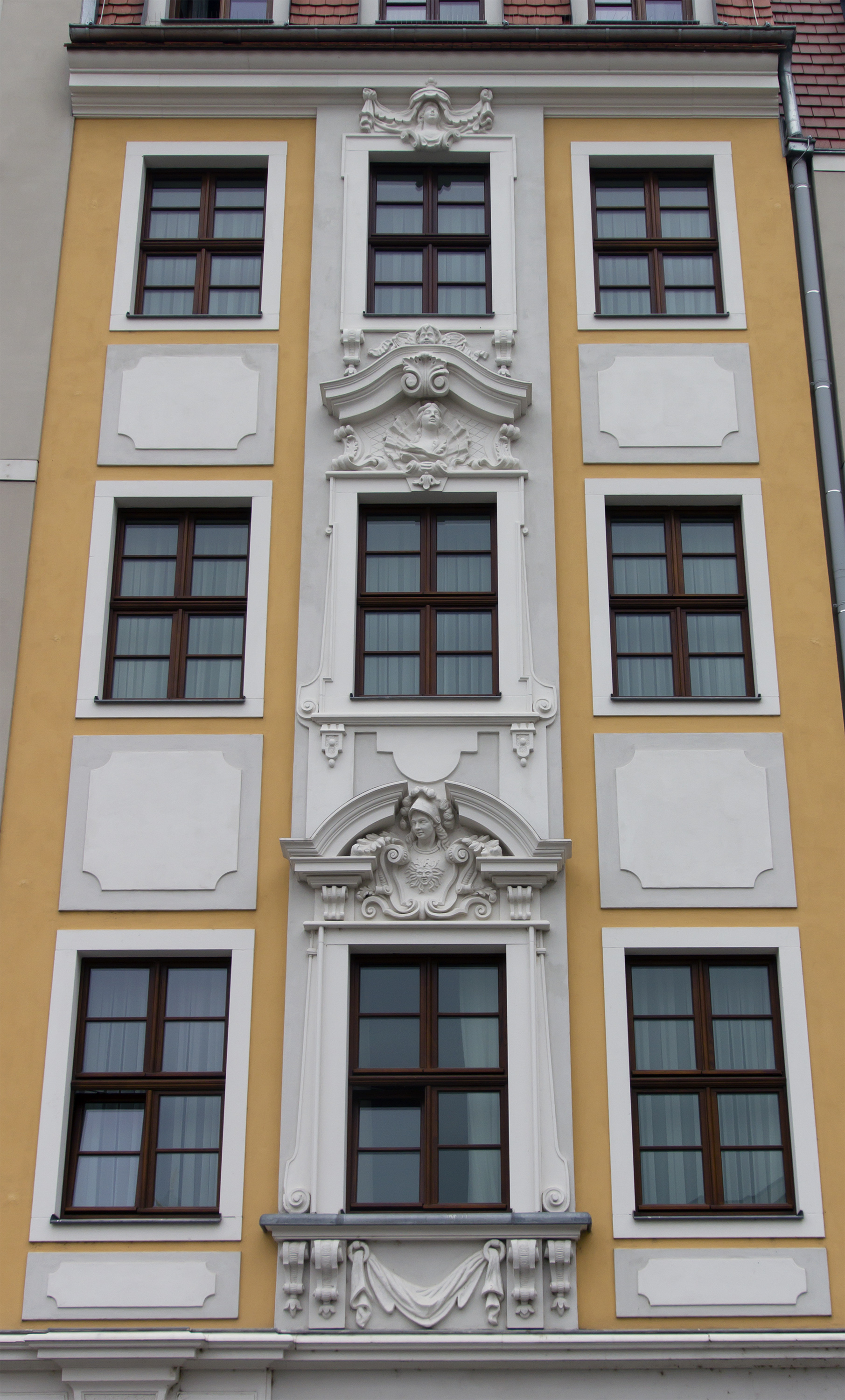
Fassadendetail (2013)

Das Haus Rampische Straße 19 in Dresden ist ein barockes Wohnhaus, das 1727 für den Kunst- und Tapetenmaler Simon Mühlberg erbaut wurde. Bei der Bombardierung Dresdens wurde das Haus 1945 zerstört. Im Zuge des Wiederaufbaus des Dresdner Neumarkts und der angrenzenden Bebauung wurde das Haus an der Nordseite der Rampischen Straße im Jahr 2009 rekonstruiert wiederaufgebaut.

## Bauwerksbeschreibung
Zwar wurde die Arbeit des Maurermeisters Leonhardt George Spangenberg archivalisch nachgewiesen, die Architektursprache des Hauses ist jedoch die des Oberlandbaumeisters Matthäus Daniel Pöppelmann. So stimmen zahlreiche Schmuckmotive wie Tuchgehänge, Frauenmasken und Baldachine mit dem Formenrepertoire Pöppelmanns überein. Zudem spricht auch die deutliche Ausbildung der vertikal verbundenen Mittelachse durch konsequentes Übereinandersetzen des Dekors für Pöppelmann. Daher war Spangenberg vermutlich nur an der Ausführung des Baus beteiligt.
Besonders betont wurde die Mittelachse, indem sie auf eine erhöhte Putzfläche gesetzt wurden. Zudem wurde sie mit profilierten, geohrten Gewänden und reichem Schmuck dekoriert.
Unter dem Fenster des ersten Obergeschosses befinden sich in der Mitte an Ringen befestigtes Tuchgehänge und seitlich jeweils zwei, in der Größe abnehmende Konsolen. Über dem Fenster befindet sich eine gesprengte Segmentbogenverdachung mit kurzen geraden Seitenteilen, die von zwei Konsolen auf quadratischen Feldern emporgehalten wird. In der Mitte ist eine große Kartusche mit einem Medusenhaupt auf dem Schild. Das Gebilde fasst vier große, von feinen Blättern umspielte Voluten. Ein vollplastisch behelmter Frauenkopf (Minerva) schmückt die Fensterbekrönung im ersten Obergeschoss.
Unter dem Mittelfenster im zweiten Obergeschoss befinden sich kleine lambrequinartige Konsolen. Diese kommen durch flache, rechteckige Plättchen direkt auf der darunter befindlichen Verdachung des Fensters im ersten Obergeschoss zu stehen. Zwischen den Konsolen befindet sich ein konkaves Putzfeld. Über dem Fenster im zweiten Obergeschoss sitzt ein geschweifter Sprenggiebel als Fensterverdachung. Diese rollt sich mit seinen beiden Teilen in der Mitte wie zu Voluten mit einem Akanthusblatt zusammen. Zwischen den beiden nach außen gedrehten Konsolen, die auch diesen Giebel hochhalten, ist Raum für ein großes, geschupptes Feld, in dessen Mitte eine gerippte Muschel mit einer Frauenbüste steht.
Im dritten Obergeschoss bestehen die Sohlbankdekorationen aus einfachen Konsolen mit untergehängten Blüten. Zwischen diesen befinden sich ein Puttenkopf, direkt über der unteren Verdachung. Als Schlussstein des Fensters dient eine Frauenbüste, die von einem kleinen Baldachin mit nach den Seiten hin drapierten Tüchern bekrönt ist. Das vierte Stockwerk wurde später gebaut und war einfach.